# Морсби (остров, Канада)

Остров Морсби (на английски: Moresby Island, на езика на местните индианци Гуаи Хаанас) е вторият по големина остров в архипелага Хайда Гуаи (Кралица Шарлота) край западните брегове на Канада в Тихия океан. Площта му е 2608 км2, която му отрежда 3-то място сред островите на провинция Британска Колумбия, 32-ро място в Канада и 175-о в света. На острова живеят 402 души (2006 г.).

## География
Островът се намира в южната част на архипелага, като на север протока Картрайт (на места широк едва 50 м) го отделя от най-големия остров в архипелага Грейъм, а на изток протока Хеката – от континенталната част на Канада. Молсби има почти триъгълна форма, обърнат с острия си връх на юг, като дължината му от север на юг възлиза на 134 км, а максималната му ширина в северната част – 55 км.
Бреговата линия с дължина 1180 км е силно разчленена със стотици малки и по-големи заливи, фиорди и полуострови. Покрай източния, южния и западния бряг на острова са разположени множество острови, като по-големите от тях са: Луиз, Талункуан, Тану, Лайъл и Бърнаби по източното; Кънгит по южното и Хибън по западното крайбрежие.
По-голямата част на острова е планинска с максимална височина от 1164 м (връх Маунт Морсби) в централната част, а североизточната е предимно равнинна.
Климатът е умерен, морски, влажен, предпоставка за пълноводни почти през цялата година къси реки. Голяма част от острова е покрит с гъсти иглолистни гори. На остров Морсби се намира канадския национален парк Гуаи Хаанас с площ от 1470 км2.

## Население
Дълго преди появата на европейците островът се населява от индианските племена хайда, които сега живеят в единственото селище на острова Сандспит (402 души, 2006 г.), разположено в североизточния ъгъл на острова. До селището има изградено модерно летище, което може да приема и големи пасежерски самолети, доставящи целогодишно хиляди туристи.

## История
Островът е открит през месец юли 1774 г. от испанския мореплавател Хуан Хосе Ернандес Перес, а впоследствие силно разчленените му бреговете са дооткривани и детайлно картирани и от други мореплаватели: Хуан Франсиско де ла Бодега и Куадра (1775, 1779), Джеймс Кук (1778), Жан-Франсоа Лаперуз (1786) и Джордж Ванкувър (1792-1794), който първи доказва, че големият, показван дотогава остров е съставен от два отделни острова – Грейъм на север и Морсби на юг, т.е. открива протока Картрайт.
Много по-късно островът е кръстен в чест на британския адмирал сър Феърфакс Морсби (1786-1877).
|  | Тази страница частично или изцяло представлява превод на страницата „Морсби (остров)“ в Уикипедия на руски. Оригиналният текст, както и този превод, са защитени от Лиценза „Криейтив Комънс – Признание – Споделяне на споделеното“, а за съдържание, създадено преди юни 2009 година – от Лиценза за свободна документация на ГНУ. Прегледайте историята на редакциите на оригиналната страница, както и на преводната страница, за да видите списъка на съавторите. ВАЖНО: Този шаблон се отнася единствено до авторските права върху съдържанието на статията. Добавянето му не отменя изискването да се посочват конкретни източници на твърденията, които да бъдат благонадеждни. |